# Скотники (Куявсько-Поморське воєводство)
Скотники (пол. Skotniki, нім. Gut Skotniki) — село в Польщі, у гміні Крушвиця Іновроцлавського повіту Куявсько-Поморського воєводства.
Населення — 182 особи (2011).
У 1975-1998 роках село належало до Бидгощського воєводства.

## Демографія
Демографічна структура станом на 31 березня 2011 року:
|          | Загалом | Допрацездатний вік | Працездатний вік | Постпрацездатний вік |
| -------- | ------- | ------------------ | ---------------- | -------------------- |
| Чоловіки | 95      | 24                 | 55               | 16                   |
| Жінки    | 87      | 17                 | 54               | 16                   |
| Разом    | 182     | 41                 | 109              | 32                   |